# Oskeladden
Das Oskeladden ist ein Felsvorsprung im ostantarktischen Königin-Maud-Land. Er ragt 1,4 km südlich des Pål in den Arktitscheski-Institut-Felsen am nordwestlich Ausläufer des Wohlthatmassivs auf.
Entdeckt und erstmals aus der Luft fotografiert wurde der Felsen bei der Deutschen Antarktischen Expedition 1938/39 unter der Leitung des Polarforschers Alfred Ritscher. Norwegische Kartographen, die ihn auch benannten, kartierten ihn anhand von Luftaufnahmen und Vermessungen der Dritten Norwegischen Antarktisexpedition (1956–1960). Namensgeber ist der Oskeladden, eine fiktive Gestalt vieler norwegischer Sagen und Märchen.